# Alomasoma rhynchollulus
Alomasoma rhynchollulus är en djurart som tillhör fylumet skedmaskar, och som beskrevs av DattaGupta, A.K. 1981. Alomasoma rhynchollulus ingår i släktet Alomasoma och familjen Bonelliidae. Inga underarter finns listade i Catalogue of Life.